# Demokracja proceduralna
Demokracja proceduralna – forma demokracji, w której obywatele mają mniejszy wpływ na władzę niż w tradycyjnych demokracjach liberalnych.
Demokracja proceduralna zakłada, że proces wyborczy stanowi o legitymizacji władzy wybranych urzędników i zapewnia, że wszystkie procedury wyborcze są odpowiednio przestrzegane (de iure). Ten rodzaj demokracji można określić jako republikański (obywatele głosują na przedstawicieli), w którym stosowane są tylko podstawowe struktury i instytucje. Przedstawiciele wybierani w procesie wyborczym często dążą do utrzymania się przy władzy wbrew woli ogółu społeczeństwa (w różnym stopniu), a tym samym uniemożliwia się ustanowienie pełnej demokracji – demokracji substancjalnej, czyli takiej, w której ogół obywateli ma de facto realny wpływ na życie polityczne państwa.
W demokracji proceduralnej wynik wyborów może nie być w pełni zależny od głosów wyborców. Potencjalnym przykładem tego mogą być wybory prezydenckie w Stanach Zjednoczonych, gdzie ostateczny ich wynik nie jest dokładnym odzwierciedleniem wszystkich oddanych głosów w wyborach powszechnych (funkcjonuje tam system elektorski, w którym dopuszcza się wygraną kandydata, który otrzymał mniejszy odsetek głosów w wyborach powszechnych niż jego konkurent).

## Kształtowanie się idei
Ta forma demokracji stoi w sprzeczności z ideą demokracji bezpośredniej, jest jednak częścią nurtu teorii elit, której myśliciele (Vilfredo Pareto, Gaetano Mosca, Robert Michels) twierdzili, że demokracja w klasycznej formie jest ideą utopijną, gdyż społeczeństwo działające na jej zasadach dążyłoby do dominacji większości nad mniejszością, co wykluczają wartości demokratyczne (np. zasada pluralizmu). Pareto, Mosca i Michels, w obliczu wielkich ruchów społecznych z przełomu XIX i XX wieku, pragnęli ukazać, że egalitarne dążenia tych ruchów były, według ich teorii, iluzoryczne, a nierówności w społeczeństwie – zwłaszcza nierówność polityczna – nieuniknione, ponieważ zawsze istnieć będzie mniejszość rządząca i większość, która będzie rządzona. Wizja ta stała się podstawą dominującej w XX wieku koncepcji demokracji, zwłaszcza teorii Schumpetera, opublikowanej w 1942 roku w pracy Kapitalizm, socjalizm, demokracja.
Koncepcję podobną do założeń tzw. żelaznego prawa oligarchii Michelsa wyraził Robert Dahl. Zgodził on się, że polityka państwa nie wynika z artykulacji woli większości, lecz nieustannego zaspokajania potrzeb stosunkowo niewielkich grup interesu. Dahl pisze, że rządy bogatej i wykształconej mniejszości są z pewnością stabilniejsze i bardziej odporne na ruchy oporu niż te stanowione przez słabiej wykształconą i uboższą większość. Podkreśla również, że apatia elektoratu jest nie tylko nieunikniona, ale wręcz pożądana, ponieważ przyczynia się do ugruntowania stabilności systemu. Stwierdza, że ustrój demokratyczny może być stabilny tylko wtedy, gdy znaczna część elektoratu jedynie go akceptuje.